# KREEP

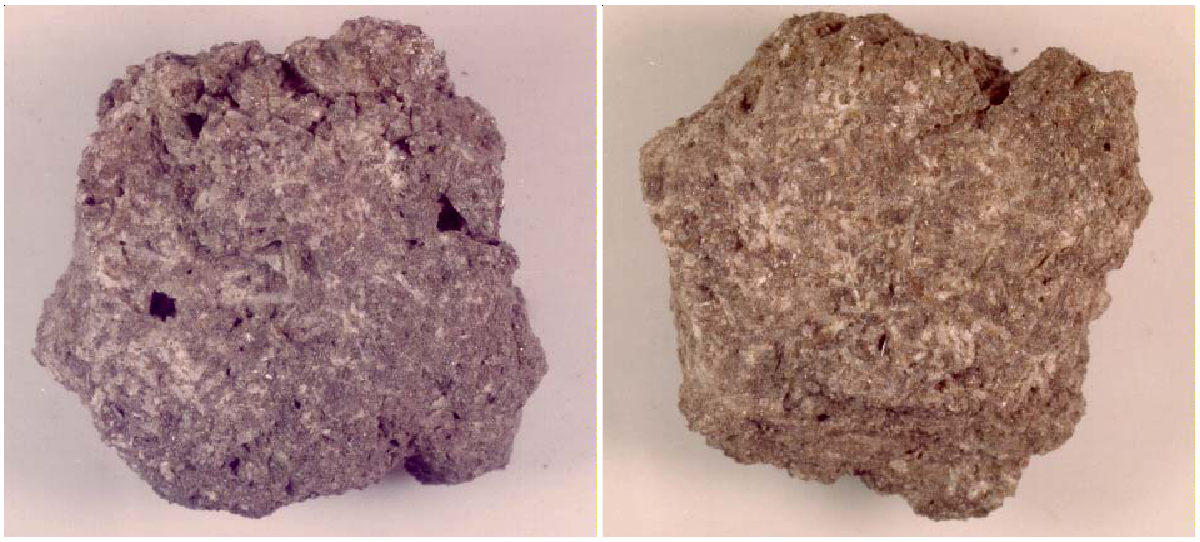
KREEP-Basalt aus der Nähe der Montes Apenninus.

KREEP ist eine geochemische Komponente verschiedener Gesteine des Erdmondes, die in entsprechenden, im Rahmen der Apollo-Missionen zur Erde gebrachten Proben sowie auf der Erde gefundenen Mondmeteoriten direkt nachgewiesen wurde. KREEP steht für einen erhöhten Gehalt an sogenannten inkompatiblen Elementen, d. h. chemischen Elementen, deren Einbau in das Ionengitter der für Mondgestein allgemein typischen Minerale Olivin, Pyroxen und Plagioklas aufgrund eines dafür ungünstigen Ionenradius bei der Kristallisation aus dem flüssigen Mondinneren während der geologischen Frühgeschichte des Mondes stark gehemmt war. Gestein irdischen Ursprunges mit KREEP-Signatur ist bislang nicht bekannt.

## Etymologie

SEE-Profile für KREEP-reiche Mondgesteinsproben. Deutlich erkennbar ist die negative Europiumanomalie, die auch bei zahlreichen irdischen Gesteinen auftritt.

KREEP ist ein Akronym für Kalium, Rare Earth Elements (Seltenerd-Elemente, SEE) und Phosphor. Die Bezeichnung wurde 1971 vom NASA-Geologen Norman J. Hubbard und Kollegen geprägt, in einem wissenschaftlichen Aufsatz über die chemische Zusammensetzung von Regolith-Proben aus der Umgebung des Apollo-12-Landeplatzes.

## Charakteristik
Die vom Mineralbestand recht variablen, aber meist basaltischen KREEP-Gesteine enthalten etwa 0,5–3 Gew.-% Kaliumoxid (K2O) und Phosphoroxid (P2O5), sowie Cer mit teilweise mehr als 1000, Neodym mit teilweise deutlich mehr als 100, Dysprosium, Erbium, Lanthan, Rubidium, Samarium und Ytterbium mit unter 100 ppm. Die Konzentration von Lanthan ist damit bis zu 600 mal höher als in Chondriten (d. h. in Meteoriten aus undifferenzierter „Urmaterie“ des Sonnensystems). Ferner typisch für KREEP sind eine negative Europium-Anomalie (d. h., das SE-Element Europium liegt in deutlich geringerer Konzentration vor als andere SE-Elemente) sowie ein im Vergleich zu nicht-KREEP-Mondgestein deutlich erhöhter Anteil des radioaktiven Elements Thorium (10–20 ppm).

## Klassische Hypothese zur Bildung von KREEP

Differenzierung der äußeren Schichten des Mondes und die daraus resultierende Anreicherung von KREEP unterhalb der Kruste.

Nach Entdeckung der KREEP-Signatur in den ersten Mondgesteinsproben wurde angenommen, dass die Magmen, aus denen die KREEP-Gesteine an der Mondoberfläche hervorgingen, einer wenige Kilometer mächtigen Zone an der Basis der Mondkruste entstammten, die sich während der Ausdifferenzierungsphase des Mondinneren bildete.
Nach den heute gängigen Theorien entstand der Mond durch den Einschlag eines etwa marsgroßen Objektes in die frühe Erde vor etwa 4,5 Milliarden Jahren (vgl. auch Entstehung des Mondes). Durch diesen Einschlag wurde eine große Menge terrestrischen Materials in eine Umlaufbahn um die Erde geschleudert, das schließlich den Mond formte.
Aufgrund der bei diesem Einschlag und der anschließenden Formierung des Mondes freigesetzten großen Energiemenge kann davon ausgegangen werden, dass ein Großteil des jungen Mondes flüssig war. Durch langsame Abkühlung in der frühen Prä-Nectarischen Periode (> 4,2 Milliarden Jahre vor heute) kristallisierten zunächst mafische Minerale wie Olivin und Pyroxen aus (Fraktionierte Kristallisation, bzw. Magmatische Differentiation). Diese hatten eine höhere Dichte als die Schmelze des Magmaozeans, sanken ab und begannen den Mondmantel zu bilden. Im nächsten Schritt kristallisierten zudem Feldspäte, vor allem Anorthit, die aufgrund ihrer geringeren Dichte nach oben stiegen und die Mondkruste aus Anorthosit bildeten. Bei diesen Vorgängen reicherte sich das Magma mit inkompatiblen Elementen an, die weder in die mafischen Minerale noch in die Feldspäte eingingen. Somit verblieb schließlich eine Schicht mit der für KREEP typischen chemischen Signatur zwischen der Anorthositkruste und dem mafischen lunaren Mantel (sogenanntes urKREEP).
Ausgehend von dieser Hypothese zur Differenzierung der äußeren Schichten des Mondes wäre zu erwarten gewesen, dass die anorthositische Kruste und die sie unterlagernde, urKREEP-Schicht relativ gleichmäßig über den gesamten Mond verteilt auftreten. Für die Herausbildung der heutigen Geologie des Mondes wurden im Wesentlichen die schweren Asteroideneinschläge der Prä-Nectarischen, Nectarischen und frühen Imbrischen Periode (4,1–3,8 Milliarden Jahre vor heute) sowie der nachfolgende spätimbrische und post-imbrische Mare-Vulkanismus (3,8–1,2 Mrd. Jahre vor heute) verantwortlich gemacht. Der Mare-Vulkanismus galt vor allem als das Resultat der Krustenausdünnung infolge der schweren Einschläge.

## Verteilung von KREEP auf dem Mond und Implikationen für die Krustengenese

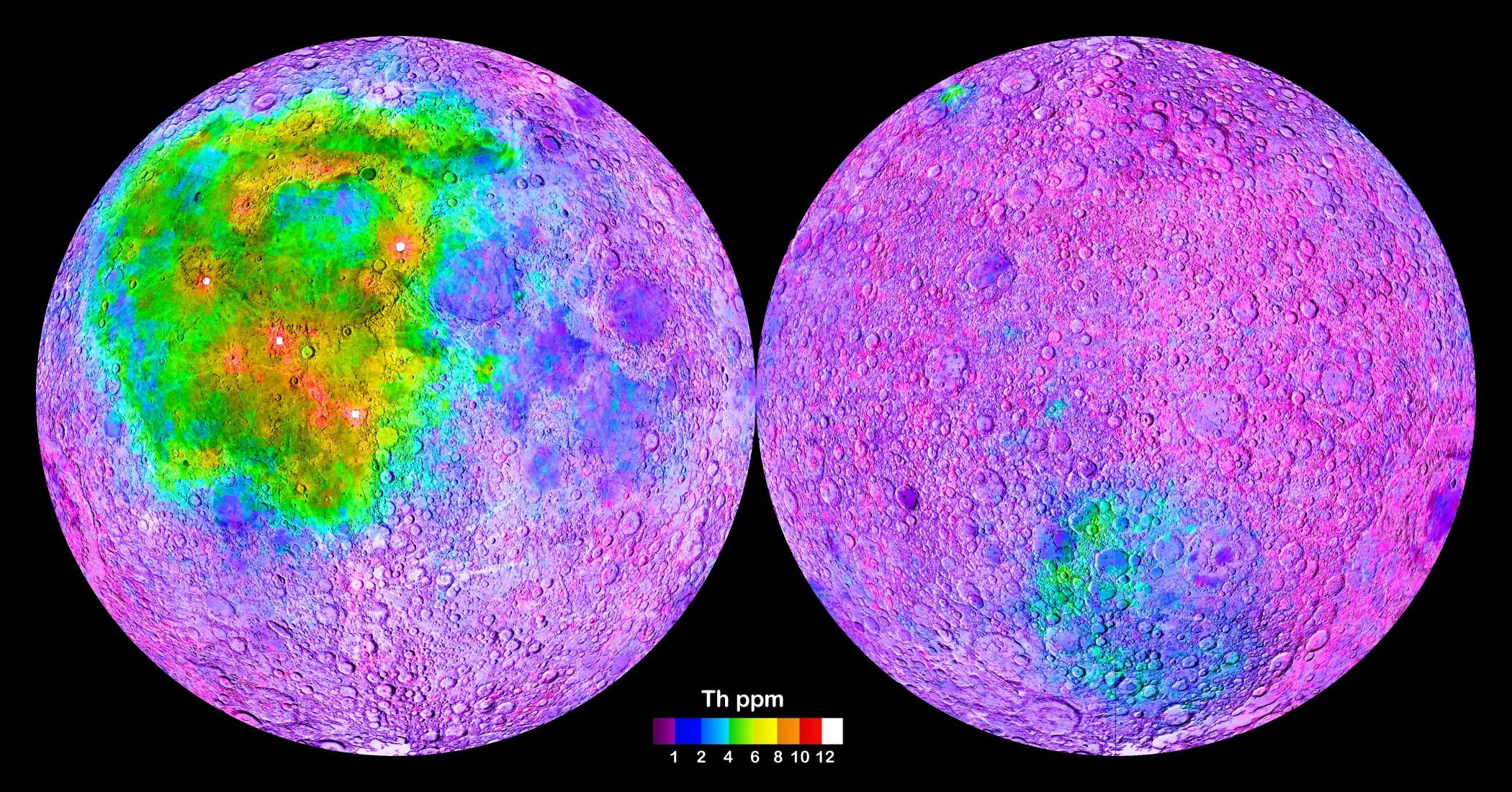
Mondkarte mit Verteilung von Thorium in den Oberflächengesteinen (Violetttöne = niedrig, Rottöne = hoch), wobei hohe Thoriumkonzentrationen als Anzeiger für bedeutende Vorkommen von KREEP-Gesteinen interpretiert werden.

Spätestens die Kartierung der Thoriumkonzentration in den Oberflächengesteinen des Mondes mittels des Gammaspektroskops der Lunar-Prospector-Sonde zeigte jedoch, dass KREEP sehr ungleichmäßig über die Mondoberfläche verteilt ist. Ein Bereich, der sich über Mare Frigoris, Oceanus Procellarum, Mare Imbrium, Mare Cognitum und Mare Nubium erstreckt, wird auch als Procellarum-KREEP-Terran (PKT) bezeichnet, weil dort mehr KREEP-Gesteine als irgendwo sonst auf dem Mond vorzukommen scheinen (30–40 % des krustalen Thoriums innerhalb von etwa 10 % der Mondkruste). Dieser Bereich ist zwar stark von Mare-Vulkanismus geprägt, aber er enthält nur einen Teil der Maria und das Mare Crisium, das Mare Orientale oder das Südpol-Aitken-Becken weisen offenbar weit weniger KREEP auf. Dies lässt den Schluss zu, dass die homogene Differenziation des Magmaozeans mit nachfolgender Hochland-Mare-Zweiteilung der Mondoberfläche ein stark vereinfachendes Modell darstellen. Stattdessen scheint die geologische Entwicklung des PKT von der des umgebenden Feldspat-Hochland-Terrans (FHT) bereits während der Differenziationsphase divergiert zu sein und die Kruste des PKT war von Anfang an mafischer und KREEP-reicher als die des FHT. Als Grund hierfür wird eine global ungleichmäßige Verteilung der auf dem Magmaozean aufschwimmenden Feldspäte mit Bildung eines anorthositischen „Kratons“ oder „Superkontinents“ (entspricht dem heutigen Kernbereich des FHT) vermutet, durch den mafische, KREEP-reiche Restschmelzen auch seitlich (lateral) verdrängt wurden. Der vergleichsweise hohe Gehalt an radioaktiven Elementen in und direkt unterhalb der Kruste des PKT, insbesondere von Thorium und Uran, sorgte für thermische Effekte, die einen sowohl intensiven als auch sehr lang anhaltenden Magmatismus, einschließlich Mare-Vulkanismus, zur Folge hatten und ursächlich für das Auftreten von Mare-Basalten im PKT sein könnten, die zu den jüngsten auf dem Mond gehören (ca. 1,2 Ma).

## KREEP als Erz?
Auch wenn KREEP immer wieder als mögliche Rohstoffquelle genannt wird, so ist zu beachten, dass die Gehalte an Seltenerdenmetallen weit hinter den Erzen zurückliegen, die auf der Erde als wirtschaftlich abbaubar gelten. Da auf dem Mond weder eine Atmosphäre noch flüssiges Wasser noch Plattentektonik existierte, war eine lokal stärkere Anreicherung von Metallen in Gesteinen und damit die Entstehung reicher Erze nicht möglich.
Im Hinblick auf die Energieversorgung einer Mondkolonie mittels Kernenergie könnte der Abbau von KREEP-Formationen allerdings sinnvoll sein, da sie einen (im Verhältnis zu anderem Mondgestein) erhöhten Thorium-Gehalt haben. So entfiele der Transport von Uran, Thorium oder beidem von der Erde.
Da Kalium und Phosphor zwei der drei essentiellen Makronährstoffe für Pflanzen sind (vergleiche NPK-Dünger), wären diese Bestandteile von KREEP ebenfalls interessant zur Versorgung lunarer Gewächshäuser. Allerdings ist auch hier der Anteil jeweils geringer als in irdischem Apatit (Phosphor) bzw. Kalisalz (Kalium).
Ähnlich wie historisch beim irdischen Bergbau vor Entwicklung von Technologien für den kostengünstigen Langstreckenransport großer Mengen von Massengütern (Eisenbahn, Schifffahrt wo möglich) sind diese Armerze des Mondes also nur dann bauwürdig, wenn sie – unter Berücksichtigung des Transportaufwandes – lokale Bedürfnisse besser bedienen können als der Transport von Reicherzen oder deren Produkten, in diesem Fall von der Erde oder eines Tages womöglich von Asteroiden, dorthin.